# Svetlana Allilujeva
Svetlana Iosifovna Allilujeva (ryska: Светлана Иосифовна Аллилуева, georgiska: სვეტლანა ალილუევა), född 28 februari 1926 i Moskva, död 22 november 2011 i Richland Center, Richland County, Wisconsin, var enda dottern till Sovjetunionens ledare Josef Stalin och dennes andra hustru Nadezjda Allilujeva-Stalina. Svetlana kallade sig sedan 1960-talet endast Svetlana Allilujeva.

## Biografi
Svetlana Allilujevas mamma Nadezjda Allilujeva begick självmord den 9 november 1932, när dottern bara var sex år. Trots alla grymheter som Stalin gjorde sig skyldig till i egenskap av oinskränkt diktator hade pappan under Svetlanas barndom ett kärleksfullt förhållande till henne.
Detta ändrades emellertid när hon i en ålder av 16 år förälskade sig i en judisk filmproducent, Aleksej Kapler (1903–1979), med smeknamnet Ljusia och 23 år äldre. Stalin försköt aldrig dottern, men förhållandet dem emellan var därefter spänt. Allilujeva gifte sig slutligen 17 år gammal med Grigorij Morozov (1921–2001), som studerade vid Moskvas universitet. Stalin närvarade inte vid bröllopet. Paret fick sonen Josef och skilde sig 1947. År 1949 gifte hon sig med Jurij Zjdanov (1919–2006), ett kort äktenskap som slutade i skilsmässa året därpå. Paret fick dottern Jekaterina.
Efter Josef Stalins död 1953 avsade hon sig pappans efternamn och använde efter det bara moderns, Allilujeva. År 1967 flydde hon från Sovjetunionen och beviljades politisk asyl i USA, något som sågs som en prestigeseger i amerikansk press. Hon var en period i USA gift med arkitekten William Peters (1912–1991) och kallade sig då Lana Peters. I äktenskapet föddes dottern Olga.
På 1980-talet flyttade hon tillbaka till sitt gamla hemland. Bara några år senare återvände hon till USA, där hon kom att stanna kvar livet ut. Den sista tiden bodde hon på ett äldreboende i Wisconsin, där hon dog av cancer 2011.
Allilujeva har gjort sig känd för sina böcker, Tjugo brev till en vän och Ett enda år.